# Desa Kertamukti (administrativ by i Indonesien, lat -6,81, long 107,31)
Desa Kertamukti är en administrativ by i Indonesien.   Den ligger i provinsen Jawa Barat, i den västra delen av landet, 80 km sydost om huvudstaden Jakarta. Desa Kertamukti ligger vid sjön Waduk Cirata.